# Emma Smith (Schriftstellerin)
Emma Smith (geboren als Elspeth Hallsmith am 21. August 1923 in Newquay, Cornwall; gestorben am 24. April 2018 in Putney) war eine britische Schriftstellerin.
Smiths zweiter Roman, The Far Cry, wurde 1950 mit dem renommierten James Tait Black Memorial Prize ausgezeichnet. Die Wiederauflage dieses Werks mehr als 50 Jahre später führte zu Beginn des 21. Jahrhunderts zu neuer Popularität der Autorin in Großbritannien. Die Neuauflage bewirkte außerdem, dass Smith nach jahrzehntelanger Schaffenspause im hohen Alter erneut zu schreiben begann und mit zwei Memoirenbänden – The Great Western Beach (2008) und As Green as Grass (2013) – an den Erfolg ihrer Jugend anknüpfen konnte.

## Leben
Elspeth Hallsmith war die Tochter von Guthrie Hallsmith (DSO) und Janet Hallsmith (geborene Janet Laurie). Wie Smith im ersten Band ihrer Memoiren The Great Western Beach (2008) schildert, führten ihre Eltern eine sehr unglückliche Ehe, und die vier Kinder – außer Elspeth selbst die drei Jahre ältere Schwester Pam und deren Zwillingsbruder Jim (geboren 1920) sowie der Nachkömmling Harvey (geboren 1931) – hatten wie die Mutter unter der Gewalttätigkeit und Missachtung des tyrannischen Vaters zu leiden. Elspeth ging es dabei noch vergleichsweise gut, da sie die künstlerischen Interessen ihres Vaters teilte. Dieser litt darunter, dass er nach der Teilnahme am Ersten Weltkrieg und Kriegsgefangenschaft gezwungen war, sein Leben als Bankangestellter in Newquay zu fristen statt künstlerische Erfolge zu feiern; Guthrie Hallsmith bewarb sich regelmäßig für die Teilnahme an den Sommerausstellungen der Royal Academy of Arts – und wurde regelmäßig abgelehnt.
In den in Newquay verbrachten ersten zwölf Jahren ihres Lebens hatte Elspeth wie ihre Schwester keinen Schulunterricht – „girls didn’t matter“. Dies änderte sich erst nach dem Umzug der Familie in die Nähe von Plymouth. Zwei Jahre später verließ der Vater die Familie nach einem Nervenzusammenbruch, in einem Interview kommentierte Smith dies noch Jahrzehnte später als „wunderbar“.
Nach Ausbruch des Zweiten Weltkriegs arbeitete Smith zunächst als Sekretärin im britischen War Office. 1943 übernahm sie bis zum Kriegsende eine Tätigkeit als Kanalschifferin („boater“) auf den Kanal-Booten des Grand Union Canal, die ihr bei aller damit zusammenhängenden Einschränkung des Lebensstandards eine Freiheit der Lebensführung gab, wie sie für Frauen damals ansonsten kaum denkbar war. Nach Kriegsende bekam Smith eine Anstellung bei einer Filmgesellschaft, wo sie mit Laurie Lee zusammentraf, der damals am Beginn seiner Karriere war. Diese Begegnung wurde für Smith richtunggebend: Sie nahm den von Lee vorgeschlagenen Namen Emma Smith als Künstlernamen an und begleitete sein Filmteam als Regieassistentin 1946 auf einer neunmonatigen Reise nach Indien. Anschließend lebte Smith in Paris und versuchte, sich als Schriftstellerin zu etablieren: Ihr Debüt-Roman Maidens’ Trip über die Erlebnisse als Kanalschifferin hatte ihr finanzielle Unabhängigkeit verschafft, und sie schrieb an ihrem zweiten Roman The Far Cry. Das bekannte Foto Robert Doisneaus, La dactylo du Vert Galant, welches die Autorin am Seine-Ufer sitzend mit einer Schreibmaschine auf den Knien zeigt, entstand in dieser Zeit.
Dass Smith trotz des frühen Erfolgs in den folgenden Jahrzehnten bis zur Wiederentdeckung ihres Werks Anfang des 21. Jahrhunderts kaum noch als Schriftstellerin wahrgenommen wurde, ging auf ihre eigene Entscheidung zurück. 1951 heiratete sie Richard Stewart-Jones (1914–1957), und in den folgenden Jahrzehnten ging die Autorin in der Rolle als Mutter ihrer beiden Kinder auf (geboren 1951 und 1955). Nach dem frühen Tod ihres Mannes 1957 zog Smith mit ihren Kindern nach Radnorshire in Wales; 1980 verlegte sie ihren Wohnsitz in den Londoner Stadtteil Putney, wo sie fortan lebte. Emma Smith verstarb 94-jährig am 24. April 2018.

## Werk
Emma Smith berichtete in einem Interview kurz vor ihrem 90. Geburtstag, dass sie als Kind in einer Welt von Büchern aufwuchs und immer davon geträumt hatte, selbst Schriftstellerin zu werden. Diesen Traum pflegte sie während der Kriegstätigkeit als Kanalschifferin und auf der Reise nach Indien, indem sie sorgfältig Tagebuch über ihre Erlebnisse führte. Das Leben in Paris ab 1947 bestärkte sie weiter in ihrem Plan; sie veröffentlichte Kurzgeschichten, musste aber nach einem halben Jahr erkennen, dass die Einnahmen nicht zum Überleben reichen würden. Die Rettung aus dieser Situation brachte erst die Veröffentlichung des Debüt-Romans Maidens’ Trip, der die Erlebnisse als Kanalschifferin verarbeitete. Das Buch wurde 1949 mit dem John Llewellyn Rhys Prize für junge Schriftsteller ausgezeichnet, wurde zum Bestseller und erlaubte der Autorin, finanziell versorgt ihren Jugendtraum weiter zu verfolgen. Smith selbst sah dieses Buch allerdings noch nicht als „richtigen Roman“ an, da sie wirkliche eigene Erlebnisse literarisch bearbeitet hatte.
Smiths zweiter Roman, The Far Cry auf der Grundlage ihrer Erlebnisse während der Indienfahrt, erschien im folgenden Jahr, in deutscher Sprache 1951 mit dem Titel Ruf aus der Ferne, und wurde ebenfalls erfolgreich; das Werk wurde 1950 mit dem James Tait Black Memorial Prize ausgezeichnet. Anschließend aber zog Smith sich aus dem Literaturbetrieb zurück und der frühe Ruhm der Schriftstellerin verblasste schnell. Emma Smith kommentiert den Vorgang selbst wie folgt: „da ich mich nun in meinem Wunschberuf etabliert hatte, hätte eigentlich ein dritter Bestseller folgen müssen. Stattdessen jedoch heiratete ich. Und sieben Jahre lang [...] stand meine Schreibmaschine unbenutzt im Regal.“ Nach dem Tod ihres Mannes begann Smith zwar erneut zu schreiben, zunächst erfolgreiche Kinderbücher, 1978 veröffentlichte sie auch einen dritten Roman (The Opportunity of a Lifetime) – aber in der literarischen Öffentlichkeit wurde die Autorin nicht mehr wahrgenommen.
Dies änderte sich erst aufgrund einer enthusiastischen Rezension zu The Far Cry durch die Schriftstellerin Susan Hill, die das Buch auf einem Flohmarkt gefunden hatte; diese Rezension führte zur Neuveröffentlichung des Werks mehr als 50 Jahre nach Erscheinen der Erstausgabe. Und obwohl Smith im Vorwort zu dieser Neuausgabe noch erklärt hatte, dass ihre Schreibmaschine, die „alte Freundin“, wieder im Regal stehe und nicht mehr genutzt werden sollte, ließ sie sich von dieser Wiederveröffentlichung dazu animieren, erneut schriftstellerisch tätig zu werden. Die beiden Memoirenwerke der über 80-Jährigen, The Great Western Beach (2008, über die Kindheit in Newquay) und As Green as Grass (2013, über die Jugend bis zur Hochzeit), wurden in Großbritannien als Entdeckungen gefeiert und die Autorin gelangte zu neuem literarischen Ruhm.

## Auszeichnungen
- 1949 – John Llewellyn Rhys Prize für Maidens’ Trip
- 1949 – James Tait Black Memorial Prize für The Far Cry

## Veröffentlichungen (Auswahl)
Romane
- Maidens’ Trip. Bloomsbury Publishing, London 2009, ISBN 978-1-4088-0125-3 (Erstausgabe: MacGibbon & Key, London 1948).
- The Far Cry. With a new preface by the author and an afterword by Susan Hill. Persephone Books, London 2002, ISBN 978-1-903155-23-3 (Erstausgabe: Macgibbon & Kee, London 1949).
deutsch: Der Ruf der Ferne. Aus dem Englischen von Theda Krohm-Linke. Mit einem neuen Vorwort der Autorin und einem Nachwort von Susan Hill. Droemer Verlag, München 2009, ISBN 978-3-426-19800-1 (deutsche Erstausgabe: Ruf aus der Ferne. Deutsche Übertragung von Peter Dülberg. DVA, Stuttgart 1951).
- The Opportunity of a Lifetime. Hamilton, London 1978, ISBN 978-0-241-89976-2.

Autobiografien
- The Great Western Beach. A Memoir of a Cornish Childhood Between the Wars. Bloomsbury, London 2008, ISBN 978-0-7475-9591-5.
- As Green as Grass. Growing Up Before, During and After the Second World War. Bloomsbury, London 2013, ISBN 978-1-4088-3563-0.

Kinderbücher
- Emily. The Story of a Traveller. Illustrated by Katherine Wigglesworth. Thomas Nelson & Sons, London 1959.
deutsch: Emily. Übersetzung aus dem Englischen von Marlis Pörtner, Illustrationen Fred Knecht. Benziger, Zürich, Einsiedeln, Köln 1969
- Out of Hand. Macmillan, London 1963.
deutsch: Ferienlager am Fluss. Aus dem Amerikanischen (sic!) übersetzt von Dagmar von Wrangell. Engelbert-Verlag, Balve/Westfalen 1968; Neuauflage 1980, ISBN 3-536-01534-4.
- Emily’s Voyage. Illustrated by Margaret Gordon. Macmillan, London 1966.
deutsch: Emilys grosse Reise. Übersetzung aus dem Englischen von Käthe Recheis, Illustrationen Fred Knecht. Benziger, Zürich, Köln 1972, ISBN 3-545-31055-8.
- No Way of Telling. Bodley Head, London 1972, ISBN 978-0-370-01236-0.